# Поляновское сельское поселение
Поляновское сельское поселение — упразднённое муниципальное образование в составе Вяземского района Смоленской области России.
Административный центр — деревня Поляново. На территории поселения находилось 19 населённых пунктов.
Образовано Законом Смоленской области от 28 декабря 2004 года. Упразднено Законом Смоленской области от 25 мая 2017 года с включением всех входивших в него населённых пунктов в Семлёвское сельское поселение.

## Географические данные
- Общая площадь: 178,6 км²
- Расположение: центральная часть Вяземского района
- Граничит:
  - на севере — с Относовским сельским поселением
  - на северо-востоке — с Андрейковским сельским поселением
  - на востоке — с Вяземским городским поселением
  - на юго-востоке — с Кайдаковским сельским поселением
  - на юге — с Юшковским сельским поселением
  - на юго-западе — с Заводским сельским поселением
  - на западе — с Семлёвским сельским поселением
  - на северо-западе — с Российским сельским поселением
- Крупные реки: Осьма, Вязьма.
- По территории поселения проходит автодорога Р134 «Старая Смоленская дорога» Смоленск — Дорогобуж — Вязьма — Зубцов
- По территории поселения проходит железная дорога Москва — Минск, имеются станции: Ждановка, Гредякино, Золотарёвка.

## Экономика
Сельхозпредприятия, магазины, лесопереработка.

## Население
| 2011 | 2012  | 2013  | 2014  | 2015  | 2016  | 2017 |
| ---- | ----- | ----- | ----- | ----- | ----- | ---- |
| 1033 | ↗1050 | ↗1074 | ↗1079 | ↘1033 | ↘1002 | ↘980 |

## Населённые пункты
В состав поселения входили следующие населённые пункты:
- Поляново, деревня
- Богданово, деревня
- Володарец, деревня
- Гредякино, деревня
- Гредякино, станция
- Дяглево, деревня
- Загорская, деревня
- Казаково, деревня
- Ленкино, деревня
- Леушино, деревня
- Лукьяново, деревня
- Мишино, деревня
- Молошино, деревня
- Никольское, деревня
- Новоселки, деревня
- Новые Дворы, деревня
- Сельцо, деревня
- Усадище, деревня
- Черемушки, деревня